# Лихтенштейн, Рой
Рой Фокс Ли́хтенштейн (англ. Roy Fox Lichtenstein [ˈɹ̠oj ˈfoks ˈlɪktənˌstaɪn]; 27 октября 1923, Манхэттен, Нью-Йорк — 29 сентября 1997, там же) — американский художник, представитель поп-арта.

## Ранние годы
Рой Лихтенштейн родился в Нью-Йорке в еврейской семье среднего класса. До 12 лет обучался в общеобразовательной школе, а после поступил в Манхеттенскую школу Франклина для мальчиков, в которой он и завершил своё среднее образование. Искусство не было включено в учебную программу школы; Лихтенштейн впервые стал интересоваться искусством и дизайном в качестве хобби.
После окончания школы Лихтенштейн уезжает из Нью-Йорка в Огайо, для обучения в местном университете, в котором преподавались курсы по искусству и давалась степень в области изобразительного искусства. Его обучение было прервано на три года, пока он служил в армии во время Второй Мировой войны и после неё в 1943—1946 годах. Лихтенштейн стал выпускником университета Огайо и остался там на преподавательской должности в течение следующих десяти лет. В 1949 году Лихтенштейн получил степень магистра изящных искусств на факультете Университета штата Огайо, и в том же году женился на Изабель Уилсон, с которой впоследствии развёлся в 1965 году. В 1951 году у Лихтенштейна состоялась его первая персональная выставка в галерее «Carlebach» в Нью-Йорке.
В том же году он переехал в Кливленд, где жил в течение последующих шести лет, иногда возвращаясь в Нью-Йорк. Он менял места работы пока не писал картины — например, в отдельные периоды был помощником декоратора. Стиль его работ в это время менялся от кубизма до экспрессионизма.
В 1954 году родился его первый сын, Дэвид. Затем в 1956 году появился второй сын — Митчелл. В 1957 году он переехал обратно в Нью-Йорк и снова начал преподавательскую деятельность.

## Путь к успеху

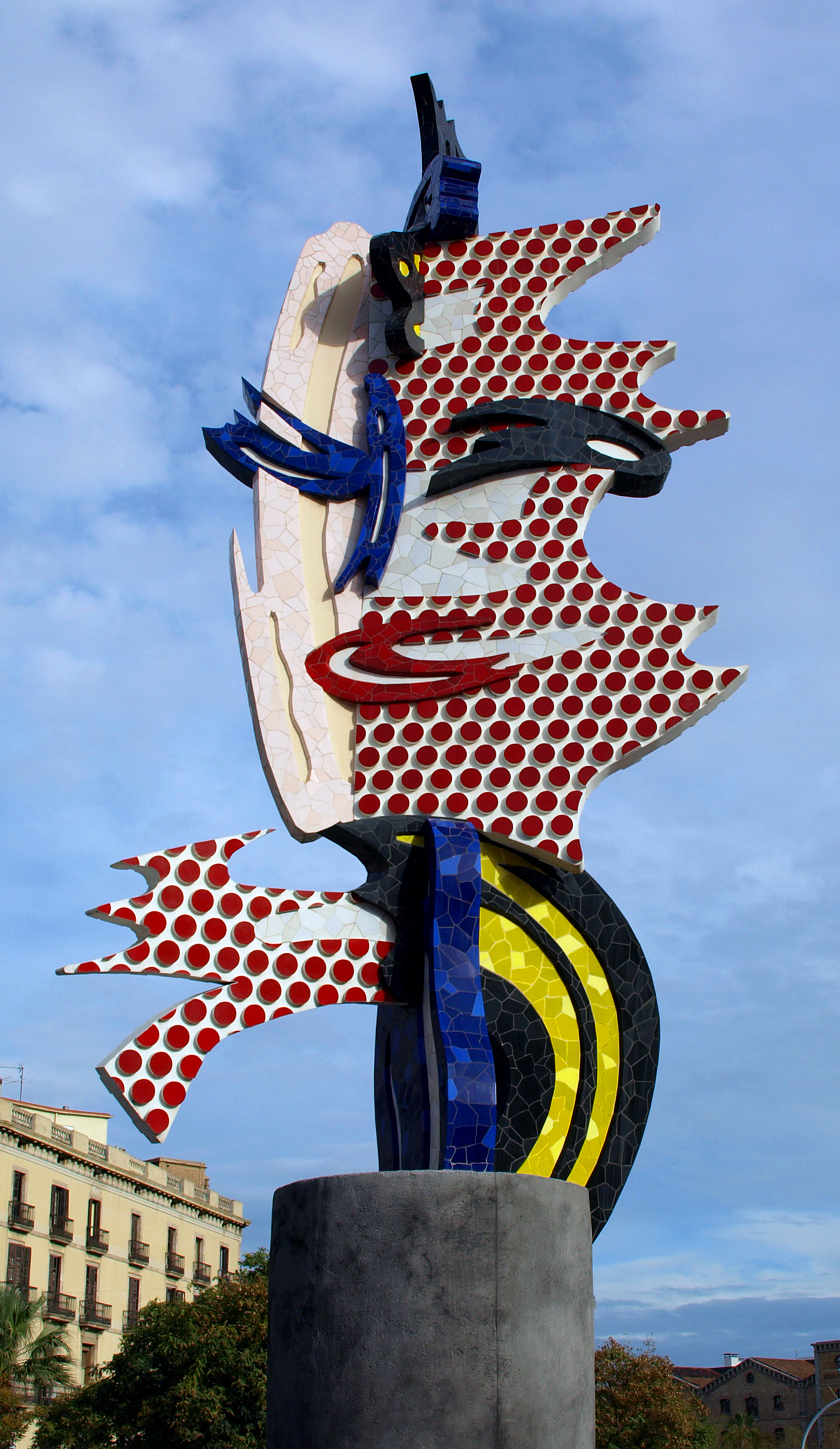
«Барселонская голова»

В 1960 году он начал преподавать в Рутгерском университете, где попал под значительное влияние Аллана Капроу. Это способствовало увеличению его интереса к образам прото-поп-арта. В 1961 год Лихтенштейн создал свои первые работы в стиле поп-арт, используя картинки из комиксов или мультфильмов и технологию, пришедшую из промышленной печати.
Первый успех Лихтенштейну принесли его работы на темы комиксов и журнальной графики. По словам Лихтенштейна, эта идея возникла у него в связи с тем, что в школе стали смеяться над его сыном из-за того, что его отец абстрактный экспрессионист, что в их понимании означало тот «кто не умеет рисовать и поэтому малюет абстракции!» Чтобы успокоить сына, Лихтенштейн сначала нарисовал ему Микки Мауса, точь в точь как в комиксах, а также Джорджа Вашингтона в стилистике комиксов. После этого художник понял, что эта идея его заинтересовала: «Это принесло ему удовлетворение, и он имитировал не только сами комиксы, но и растр газетной печати. Пришли друзья и тоже сочли это интересным… и вот, внезапно Л. обрёл свой почерк, простой, здоровый, естественный почерк, который на самом деле был „почерком шестилетних“ — и сделал его „знаменитым“». Художник выбирал понравившуюся ему картинку, вручную увеличивал её, перерисовывая растр, и выполнял в большом формате, используя трафаретную печать и шёлкографию. Большинство работ художника выполнена в технике фиксированного рисунка, которая заключается в том, что изображение масштабируется, видоизменяется растр, а полученный вариант при помощи трафаретной печати превращается в оригинальный формат. В самом изображении при этом усиливались черты иронии и сарказма. Был дружен с Энди Уорхолом.

## Обвинения в плагиате
Работы Лихтенштейна неоднократно критиковали за близкое копирование комиксов без ссылок на авторов оригинальных работ.       

## Награды
- 1995 — Национальная медаль искусств, Вашингтон, округ Колумбия
- 1995 — Премия Киото, Inamori Foundation, Киото, Япония.
- 1993 — Друзья Барселоны, от мэра Барселоны Паскуаля Марагаля.
- 1991 — Премия за творчество в живописи, Университета Брандейса, Waltham, Массачусетс.
- 1989 — Американская академия в Риме, Рим, Италия.
- 1979 — Американская академия искусств и писем, Нью-Йорк.
- 1977 — Медаль Сковехеганской школы за живопись, Сковехеганская школа, Skowehegan, остров Мэн.

## Картины

### Основные работы
- «Десятидолларовая купюра», 1956
- «Электрический шнур», 1961
- «Обручальное кольцо», 1961
- «Я вижу всю комнату… Но в ней никого нет!», 1961
- «Портрет мадам Сезанн», 1962
- «В машине», 1963
- «Тонущая девушка», 1963
- «Торпеда… Огонь!», 1963
- «Ох… Ну хорошо…», 1964
- «М-может быть», 1965

### «Электрический шнур»
Картина «Электрический шнур» была написана в 1961 году в стиле поп-арт. Картина была куплена Лео Кастелли за 750 долларов. В 1970 году картина была отдана реставратору Даниелу Голдрейеру. После смерти Голдрейера картина исчезла. ФБР долго вело следствие, но никакого криминала в произошедшем не обнаружило. Голдрейер умер своей смертью, и все полотна, находившиеся в его мастерской, оказались на месте, кроме «Электрического шнура».
В 2009 году вдова реставратора, разбирая один из шкафчиков, обнаружила пропавшее полотно и сообщила в полицию. Полотно передали Барбаре Кастелли — наследнице хозяина картинной галереи. На сегодняшний день эта картина оценивается в четыре миллиона долларов.

### Картины Роя Лихтенштейна на аукционах
В 1989 году картина «Торпеда… Огонь!» была продана на аукционе «Кристис» за 5,5 миллионов долларов, что стало рекордом и позволило Лихтенштейну войти в тройку живущих художников с максимальной стоимостью работ.
В 2005 году картина «В машине» была продана за рекордные 10 миллионов фунтов стерлингов (16,2 миллиона долларов).
Картина 1964 года «Ох… Ну хорошо…» была продана 11 ноября 2010 года на Кристис за 42,6 миллиона долларов (26,7 миллиона фунтов стерлингов).
«Я вижу всю комнату… Но в ней никого нет!», написанная в 1961 году продана на «Кристис» в ноябре 2011 года за 43 миллиона долларов.
Картина «Спящая девушка» стала самой дорогой из коллекции художника. Она была продана аукционным домом «Сотбис» за $ 44,8 млн.
В 2015 году на осеннем аукционе Christie's в Нью-Йорке картина «Медсестра» (англ. Nurse) была продана за рекордные для художника $95.4 миллиона долларов, заплаченная цена была неожиданно высокой, так как ранее её предварительная оценка не превышала сумму в $80 миллионов долларов.
В июле 2020 года, на аукционе Christie's картина «Обнаженная с веселым рисунком» Роя Лихтенштейна была продана за 46,2 миллиона долларов. Аукцион проходил одновременно на четырех площадках в Гонконге, Париже, Лондоне и Нью-Йорке.